# Малое Карлино
Малое Карлино (фин. Järvelä, Pieni-Karhila) — деревня в Виллозском городском поселении Ломоносовского района Ленинградской области.

## История
На «Топографической карте окрестностей Санкт-Петербурга» Военно-топографического депо Главного штаба 1817 года упомянута деревня Малая Карлина или Пюккене, состоящая из 7 крестьянских дворов.
На карте Санкт-Петербургской губернии Ф. Ф. Шуберта 1834 года обозначена деревня Малое Карлино.

МАЛОЕ КАРЛИНО — деревня принадлежит Ведомству красносельской удельной конторы, число жителей по ревизии: 42 м. п., 49 ж. п. (1838 год)

В пояснительном тексте к этнографической карте Санкт-Петербургской губернии П. И. Кёппена 1849 года она записана как деревня Järvelä (in der Revision: Malo Karlino) (Малое Калино, местное название: Pieni Karhila) и указано количество её жителей на 1848 год: эвремейсов — 21 м. п., 28 ж. п., всего 49 человек.

КАРЛИНО МАЛОЕ — деревня Красносельского удельного имения, по почтовому тракту, число дворов — 17, число душ — 36 м. п. (1856 год)

Согласно «Топографической карте частей Санкт-Петербургской и Выборгской губерний» 1860 года деревня Малое Карлино (Ханолова) насчитывала 9 дворов.

МАЛОЕ КАРЛИНО (ЯРВЕЛАЙНЕ) — деревня удельная при пруде, число дворов — 6, число жителей: 20 м. п., 13 ж. п.

МАЛОЕ КАРЛИНО (ХАНКОЛОВО) — выселок удельный при пруде, число дворов — 8, число жителей: нет

МАЛОЕ КАРЛИНО (ПЮККОЗИ) — выселок удельный при пруде, число дворов — 2, число жителей: нет. (1862 год)

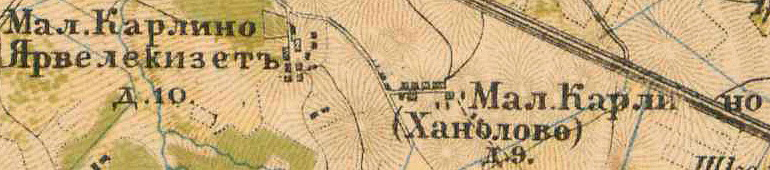
Деревня Малое Карлино на карте 1885 года

В 1885 году деревня Малое Карлино (Ханолово) насчитывала 9 дворов, а Малое Карлино (Ярвелекизет) — 10.
В конце XIX — начале XX века деревни административно относились к Дудергофской волости 3-го стана Царскосельского уезда Санкт-Петербургской губернии. По приходским данным население обеих деревень было исключительно финским.
К 1913 году количество дворов в деревне Малое Карлино не изменилось.
До революции название Малое Карлино носила также соседняя деревня Ханолово (фин. Hannola), впоследствии Ханнула и Ханнолово.
Согласно данным переписи населения СССР 1926 года в деревне Карлино-Малое Талликовского сельсовета Красносельской волости Троцкого уезда проживали 73 человека — все финны.
По данным 1933 года деревня Малое Карлино входила в состав Талликовского финского национального сельсовета Ленинградского Пригородного района.

План деревни Малое Карлино. 1939 год

Согласно топографической карте 1939 года деревня Большое Карлино насчитывала 11 дворов, в деревне была своя школа, Малое Карлино — 15. Деревня Большое Карлино (фин. Karhila) заняла место бывшей деревни Сузи (фин. Ihalaisi).
Деревня Малое Карлино исчезла в годы Великой Отечественной войны (1944). В 1990-х годах название Малое Карлино было распространено на посёлок совхоза «Нагорный», построенный в 1960-х годах на месте деревни Большое Карлино.
По данным 1966, 1973 и 1990 годов деревня Малое Карлино входила в состав Горского сельсовета.
В 1997 году в деревне Малое Карлино Горской волости проживали 1743 человека, в 2002 году — 1793 человека (русские — 88 %), в 2007 году — 1984.

## География
Деревня расположена в юго-восточной части района, к северо-востоку от административного центра поселения деревни Виллози, на автодороге 41К-135 (подъезд к Красносельскому району от автодороги «Псков»).
Расстояние до административного центра поселения — 16 км.
Расстояние до ближайшей железнодорожной станции Дудергоф — 13 км.
Современная деревня в основном находится на месте исчезнувшей деревни Большое Карлино.
В 2019 году по названию деревни получил наименование располагающийся поблизости от неё Карлинский путепровод, по которому Красносельское шоссе пересекает Киевское шоссе.

## Демография
| 1862 | 2002  | 2007  | 2010  | 2017  |
| ---- | ----- | ----- | ----- | ----- |
| 33   | ↗1793 | ↗1984 | ↘1982 | ↘1870 |

## Известные уроженцы
- Матти Курикка — финский политик, теософический и социалистический прозаик, редактор, журналист, драматург.

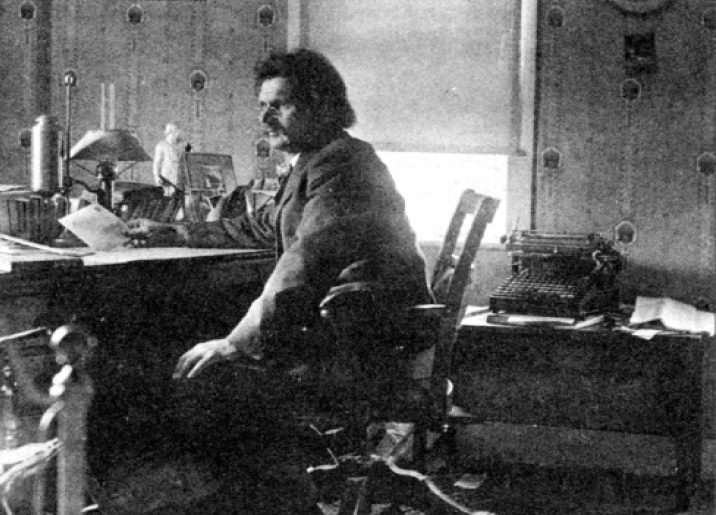
Матти Курикка — редактор газеты «Viipurin Sanomat»

## Достопримечательности
В деревне расположен монумент памяти жертв авиакатастрофы рейса 612 Анапа — Санкт-Петербург 22 августа 2006 года. Аналогичный монумент расположен на месте крушения самолёта в посёлке Сухая Балка Донецкой области.

## Улицы
Квартал 3, СНТ Нагорный (территория), Пушкинское шоссе.

## Садоводства
Малое Карлино.